# Halaelurus
Genre
Halaelurus est un genre de requins.

## Liste des espèces
Selon FishBase :
- Halaelurus boesemani S. Springer & D'Aubrey, 1972
- Halaelurus buergeri J. P. Müller & Henle, 1838
- Halaelurus lineatus Bass, D'Aubrey & Kistnasamy, 1975
- Halaelurus maculosus W. T. White, Last & Stevens, 2007
- Halaelurus natalensis Regan, 1904
- Halaelurus quagga Alcock, 1899
- Halaelurus sellus W. T. White, Last & Stevens, 2007

Selon ITIS :
- Halaelurus alcockii Garman, 1913
- Halaelurus boesemani S. Springer & D'Aubrey, 1972
- Halaelurus buergeri J. P. Müller & Henle, 1838
- Halaelurus dawsoni S. Springer, 1971
- Halaelurus lineatus Bass, D'Aubrey & Kistnasamy, 1975
- Halaelurus natalensis Regan, 1904
- Halaelurus quagga Alcock, 1899